# ラブ!!Jリーグ
『ラブ!!Jリーグ』は、2022年4月2日からテレビ朝日及びANN系列のフルネット24局で放送されている日本プロサッカーリーグ（明治安田Jリーグ）関連の情報バラエティー番組である。
本項では前身の『チャント!!Jリーグ』についても記す。

## 番組概要
2021年10月9日にテレビ朝日単独放送（関東ローカル）の『チャント!!Jリーグ』として放送開始。Jリーグの魅力を「初心者」やかつてサッカーに熱狂した「親世代」に向けて届けることをコンセプトとして制作される情報バラエティで、「チャント」にはいわゆるサッカーにおける応援歌の意味も掛けられていた。テレビ朝日としては2020年9月に放送終了した『やべっちFC』以来となるサッカーに特化した情報バラエティで、関東ローカルながらテレ朝動画・TVerを通じて全国にネット配信も行われた（本放送終了後の見逃し配信のみ）。進行役は『やべっちFC』でもアシスタントを務めていたテレビ朝日アナウンサーの三谷紬で、テレビ朝日のサッカー解説者でもある内田篤人とサッカー愛好家のゲストが出演する形となった。
2022年3月26日まで22回放送された後、翌週の4月2日放送分から番組名を『ラブ!!Jリーグ』に改めて全国放送に衣替えする。番組のコンセプトはそのままに『チャント!!Jリーグ』時代にゲスト出演したりんたろー。（EXIT）とせいや（霜降り明星）がレギュラーに加わり（内田篤人は引き続き不定期出演）、全国のJリーグクラブの取り組みを紹介する「#ご当地J」などの企画をスタートさせた。なお、『バスケ☆FIVE〜日本バスケ応援宣言〜』と同様、全国ネットながら番組販売の形が取られており、放送時間は基本的に各局ごとに異なる（深夜に編成している局が多い）。また、ネット配信も引き続き行われる。
2023年10月からはテレビ朝日での放送時間を月曜1時25分（日曜深夜）開始に変更、さらに2024年4月からは土曜1時15分（金曜深夜）開始に変更した。

## 放送時間
| タイトル         | 放送期間                      | 放送時間（JST）              |
| ---------------- | ----------------------------- | ---------------------------- |
| 『チャント』時代 | 2021年10月9日 - 2022年3月26日 | 土曜11:20 - 11:40            |
| 『ラブ』時代     | 2022年4月2日 - 2023年9月30日  | 土曜11:15 - 11:30            |
| 『ラブ』時代     | 2023年10月9日 - 2024年4月1日  | 月曜（日曜深夜） 1:25 - 1:40 |
| 『ラブ』時代     | 2024年4月6日 -                | 土曜（金曜深夜） 1:15 - 1:30 |

## スタッフ
- ナレーション：角澤照治（テレビ朝日アナウンサー）
- 構成：いとかん
- 協力：Jリーグ
- ディレクター：鳥海遼太郎、永嶋大地、菊池匡樹、吉尾智志
- チーフディレクター：海老原秀雄
- プロデューサー：橋本健志、辻成人（文化工房）、髙橋育麻
- ゼネラルプロデューサー：加藤英昭
- 技術協力・制作協力：文化工房
- 制作：テレビ朝日スポーツ局
- 制作著作：テレビ朝日

## ネット局
| 放送地域       | 放送局                       | 放送時間                         | 備考                                          |
| -------------- | ---------------------------- | -------------------------------- | --------------------------------------------- |
| 関東広域圏     | テレビ朝日（EX）             | 土曜（金曜深夜）1:15 - 1:30      | 制作・幹事局                                  |
| 北海道         | 北海道テレビ（HTB）          | 日曜（土曜深夜）2:50 - 3:05      |                                               |
| 青森県         | 青森朝日放送（ABA）          | 水曜（火曜深夜）1:30 - 1:45      |                                               |
| 岩手県         | 岩手朝日テレビ（IAT）        | 月曜（日曜深夜）1:10 - 1:25      |                                               |
| 宮城県         | 東日本放送（khb）            | 日曜（土曜深夜）2:45 - 3:00      |                                               |
| 秋田県         | 秋田朝日放送（AAB）          | 月曜（日曜深夜）1:30 - 1:45      |                                               |
| 山形県         | 山形テレビ（YTS）            | 水曜（火曜深夜）0:45 - 1:00      |                                               |
| 福島県         | 福島放送（KFB）              | 日曜 10:35 - 10:50               |                                               |
| 新潟県         | 新潟テレビ21（UX）           | 水曜（火曜深夜）1:20 - 1:35      | [ 注釈 3 ]                                    |
| 長野県         | 長野朝日放送（abn）          | 水曜（火曜深夜）2:05 - 2:20      |                                               |
| 静岡県         | 静岡朝日テレビ（SATV）       | 日曜（土曜深夜）1:10 - 1:25      |                                               |
| 石川県         | 北陸朝日放送（HAB）          | 月曜（日曜深夜）1:10 - 1:25      |                                               |
| 中京広域圏     | 名古屋テレビ（メ〜テレ/NBN） | 月曜（日曜深夜）1:12 - 1:27      |                                               |
| 近畿広域圏     | 朝日放送テレビ（ABC TV）     | 日曜 5:35 - 5:50                 |                                               |
| 広島県         | 広島ホームテレビ（HOME）     | 月曜（日曜深夜）2:25 - 2:40      |                                               |
| 山口県         | 山口朝日放送（yab）          | 日曜（土曜深夜）1:00 - 1:15      | 2023年12月までは日曜（土曜深夜）0:30 - 0:45。 |
| 香川県・岡山県 | 瀬戸内海放送（KSB）          | 水曜（火曜深夜）1:25 - 1:40      |                                               |
| 愛媛県         | 愛媛朝日テレビ（eat）        | 火曜（月曜深夜）1:26 - 1:41      |                                               |
| 福岡県         | 九州朝日放送（KBC）          | 月曜（日曜深夜）原則 1:10 - 1:25 | 最終日曜の翌日のみ月曜（日曜深夜）1:40 - 1:55 |
| 長崎県         | 長崎文化放送（ncc）          | 月曜（日曜深夜）1:10 - 1:25      |                                               |
| 熊本県         | 熊本朝日放送（KAB）          | 水曜（火曜深夜）1:20 - 1:35      |                                               |
| 大分県         | 大分朝日放送（OAB）          | 水曜（火曜深夜）1:35 - 1:50      |                                               |
| 鹿児島県       | 鹿児島放送（KKB）            | 水曜（火曜深夜）1:35 - 1:50      |                                               |
| 沖縄県         | 琉球朝日放送（QAB）          | 月曜（日曜深夜）1:45 - 2:00      |                                               |

### 注記
1. ↑  クロスネットの福井放送・テレビ宮崎を除く。
2. ↑  ただし同月9日は前日からの『世界体操2023』中継[5]のため2時55分（8日深夜）開始に繰り下げて放送された[4]。
3. ↑  2022年9月までは木曜（水曜深夜）1:15 - 1:30、2022年10月から2023年3月までは水曜 1:20 - 1:35（火曜深夜）、2023年4月から2023年9月までは日曜 11:35 - 11:50、2023年10月から2024年9月までは水曜（火曜深夜）0:50 - 1:05。2024年10月より、現在の時間で放送。
4. ↑  『月刊!ホークス→One Heart〜鷹よ強くあれ〜』放送のため。

## 関連番組
- Jリーグ A GOGO!!
- KICK OFF!（Jリーグ・日本サッカー協会企画・監修で各都道府県ごとに地域別企画ネット番組として一部ANN系列局でも放送）
- 同時期に放映中のサッカー番組
  - Jリーグタイム
  - MONDAY FOOTBALL みんなのJ
  - サタデーナイトJ
  - FOOT×BRAIN
  - オフ・ザ・ピッチ